# 柔道部物語
『柔道部物語』（じゅうどうぶものがたり）は、小林まことによる日本の漫画。『週刊ヤングマガジン』（講談社）にて、1985年から1991年まで連載された。柔道を題材にしている。冒頭部分だけOVA化されている。『1・2の三四郎』『ホワッツマイケル』に次ぐ小林まことの代表作品。

## 概要
小林がインタビューで「同時連載していた『ホワッツマイケル』は仕事と割り切って描いたが『柔道部物語』は感情移入していた」と語っているように、柔道経験者の小林が渾身の力で描いた作品。経験者ならではの技のリアルさやディテールで連載時から話題を呼んだ。
連載当初は自身の経験を元にした部活動のドタバタ路線であったが当時、日体大の１年生だった古賀稔彦から届いた『部員全員で読んでいます。柔道のためにも、これからも頑張ってください』と書かれたファンレターがきっかけで小林にやる気のスイッチが入り、本格柔道マンガで三五が日本一を目指すというストーリーに方針転換が行われた。

## あらすじ
岬商業高校に進学した三五十五（さんごじゅうご）は、ふとした興味から柔道部を見学（仮入部）したところ、新入部員歓迎のしごき「セッキョー」で地獄を見る。これに憤りを感じるが、負けん気の強い三五は柔道を続けることを決意する。そして三五は必殺の背負い投げを会得し、岬商の救世主となる。

## 登場人物（階級は当時）

### 岬商業高校

#### 柔道部（三五と同学年）
三五 十五（声：松本保典）
この作品の主人公。1年生当時168cm、65kg。階級は軽中量（71kg以下）級。
十五という名は父親がふざけて名づけた。
中学生の頃は根っからの文化系で吹奏楽部に所属してサックスを担当しており、学力は常にトップクラスで、中学2年の期末テストで5教科で満点を取ったこともあった。
高校でも吹奏楽を続けるつもりだったが、同級生の愛川を勧誘しに教室を強襲した柔道部員に興味を持ち、秋山と共に柔道部に見学に行ったところ、小柴の甘い言葉に騙されて入部してしまう。それでも、負けん気の強さと柔道センスを併せ持っていたことから、猛烈な勢いで上達した。夏休み後の県民大会で、非公式戦ながらレギュラーに抜擢されたところ、初戦の相手である下山田農業の西川に背負い投げで一本勝ちを収める鮮烈なデビューを飾る。その直後の新人戦の個人の部では、決勝で江南の樋口を優勢勝ちで下す大金星を挙げて優勝を果たす。その後は先鋒に定着しポイントゲッターとなる。春の高校選手権予選の初戦では5人抜きの快挙を見せ、2戦目では木場工・飛崎守に片手背負いで一本勝ち。2年生になり迎えたインターハイ県予選の団体戦では、決勝で江南と戦い手負いの樋口に引導を渡す勝利を挙げて全国大会出場に大きく貢献。個人戦でも決勝で飛崎守を破って軽中量級県代表の座をも掴んだ。この時団体戦では予選突破を果たし、個人戦でも準決勝まで進み、そこで耕談館・千代崎に敗れたが、結局3位という好成績を収めた。
鷲尾世代の引退後は主将を務め、団体戦では大将として活躍を続ける。春の高校選手権は、花形・飛崎健二・大脇を擁する江南を破って県代表となり、準決勝で千代崎に雪辱を果たして決勝にまですすんだが、耕談館浦安の西野に5人抜きを許し完敗を喫した。全国2位の成績を収めたにもかかわらず西野に圧倒的に敗れたショックは大きく、しばらく柔道に身が入らなかった。それでも徐々に回復し、かつてのライバル・樋口と飛崎守のサポートを受けながら、西野を実力で倒すべく、それまで以上の過酷なトレーニングを積むようになり、体型も面影が全くないほどがっちりした筋肉質になった。
得意技は背負い投げ。通常の体勢以外にも釣り手背負い、片襟背負いなど、背負い投げのバリエーションは数多い。作品中に見られる明らかな弱点は寝技で、2年次のインターハイ個人戦予選リーグでは、格下の鹿屋南・木山に寝技で敗れ、3年生になってからも練習中に後輩の関根に寝技で抑え込まれている。
自分では快く思っていないが、集中力が高まると口がとがったひょっとこ顔になる癖がある。このひょっとこ顔は父親譲りであり、中学時代には前述の期末テストの時にひょっとこ顔をしていたのを秋山に見られている。また、ストレスを感じると眉毛が円形脱毛症になり、時にはミステリーサークル状になったこともある。
引退後は、一度は実家の寿司屋を継ぐことを決意し、柔道をやめて髪を伸ばしていたが、西野の柔道への情熱の強さに触発され、頭を五分刈りに戻し、O・U大で柔道を続ける決意をする。その後も『1・2の三四郎 2』において柔道を続けており、強化選手に選ばれている。
ちなみに「三五」という姓は、作者小林の柔道部時代の先輩の姓から採られた。
秋山 一郎（声：島田敏）
階級は中量（86kg以下）級。三五とは小学校時代からの親友。中学時代は水泳部で、自由形の県記録を出すほどの実力者だった。
高校でも水泳を続けるつもりであったが、三五と一緒に柔道部を見学し、そのまま柔道部へ入部した。体格に恵まれており、順調に上達していく。1年次の新人戦の個人戦でデビューし、初戦を一本勝ちで飾る。黒帯は三五に先駆けて取得した。1年次の高校選手権の予選で補欠ながら晴れて団体戦のメンバー入りを果たした。鷲尾達が引退した後はレギュラーとなる。得意技は恵まれた体躯を活かした払い腰。2年次の高校選手権では、強豪・天利高校の140kgある飯橋に対し払い腰で有効を奪い勝利を収めている。その大会の途中、会場の外で一緒に話をしていた彼女の平家ゆりと別れた直後、耕談館浦安の一団に絡まれ、仮に決勝に進んだ場合には西野が相手をするから三五を先鋒に出せ、という挑発を受けている。その後、決勝で顔をあわせた際には挑発を受けた秋山が志願して先鋒として出場するが、西野に腋固めで左腕を折られて全治6ヶ月の重傷を負ってしまった。結局その後の金鷲旗・インターハイには出場できなかった。
ストーリー上随所で味のある台詞を聞かせてくれる、貴重なバイプレイヤーである。三五に恋心を抱いていた同級生の平家に惚れ、やがて両想いになって恋仲に発展している。
岡（声：柴本広之）
体格・体力に恵まれずレギュラーにはなれなかったものの、練習熱心であるところは監督にも認められており、三五たちの猛特訓にもついていけるほどに成長(中盤以降の身体つきからも細かい変化が見て取れる)。黒帯も取得する。高い情報収集能力を誇り、ストーリー上欠かせない人物で、いわばマネージャー的存在。1年次の春の高校選手権の県予選決勝の江南戦では、大脇が寝技を出来ない事にいち早く気付き、内田の勝利に貢献する。「セッキョー」をくらったときは一番の標的にされたが、自分が「セッキョー」をした時は逆に手が付けられなくなり、他の部員が止めたほど。
名古屋 和彦（声：飛田展男）
階級は重量（95kg以上）級。入学当初は長髪、眼鏡、肥満気味の体型と見るからにオタク風であった。友人数人と帰宅途中の校舎内で柔道部と野球部の襲撃に遭ったが、名古屋だけが逃げ遅れて小柴に捕まってしまい、結局柔道部に入部した。三五や秋山よりも早いタイミングの入部であり、ごく初期の頃は後から入った2人に敵愾心も見せるが、すぐに天才的な手抜き、サボりの術を身につける。そのため付いた通称が「流しの名古屋」。1年時に行われた江南・下山田農との合同合宿時に、他の岬商の部員が過酷な練習と食欲不振の余り体重を減らす中で、名古屋だけは手抜きの練習を続けて食欲旺盛だったので、それ以後体重が急激に増加し、最終的には身長が170cmないのに体重は100kgを越えてしまう。柔道部に居続ける理由は入部時に受けた「セッキョー」を次の代の部員に行うためのみ。2年になってからはちょび髭にモヒカンという風貌に変化し、「セッキョー」の際には先陣を切って取り仕切った。これで柔道部に居る理由はなくなったが、その後上級生から「オハツ」を受けたので、3年になって「オハツ」をするために部に残った。その他にも独特の個性で存在感を示す場面は多い。新人戦の個人戦では初戦であたった「下農の怪物」清水に対し自ら一回転する「八百長」行為を3回も犯して失格となり、自分の代の主将を決める際には後輩5人にお好み焼きをおごって自らに票を入れるよう指示するという選挙違反を犯し 、3年次の金鷲旗の前には主将の三五を差し置いて率先して気勢をあげている。2年次の秋には黒帯を取得している。
八木（声：梅津秀行）
中学時から柔道をやっており、昇段審査を受けてはいたが、不運にも警察学校生と当たってしまい、絞め技をかけられて負けたため、入部時には段位は持っていなかった。髪にはこだわりがあり、7000円かけてセットするほどであった。それゆえ「セッキョー」後の五厘刈り指令を、部に残った1年生の中で唯一無視するが、結局小柴達によりバリカンで刈られてしまう。2年以降はほとんど描かれなくなってしまい、3年次には名古屋と共にやる気の無い態度で柔道をしていた。2年次の秋には黒帯を取得している。
内田 修一（声：高木渉）
182cm、80kg。中学から柔道をやっている。山下中出身で、中学時は主将だった。入学時は初段で、同級生の中では一番の実力者であった。内股を得意とする。実力は高いものを持ち、1年生の最初の大会からBチームとはいえレギュラーで出場し、初戦で一本勝ちを収める。鷲尾世代からは三五と共に団体戦の固定レギュラーとなる。2年次の秋からは三五をサポートする副将のような役割を担う。団体戦でも副将に定着した。実力は全国の並み居る強豪にはさすがに劣ったが、それでも副将として要所で活躍を収めた。2年次の高校選手権の準決勝で耕談館と当たった際には、大将の千代崎と対戦して優勢負けを喫するが、千代崎を寝技に誘って時間一杯まで苦戦させることで、続く大将・三五の援護射撃を果たした。そして、3年次の金鷲旗の耕談館浦安戦では同じく副将であり実力で自分を上回る松戸を相手によく粘って引き分け、大将戦へのお膳立てを果たした。
作中、何故か個人戦に出場することはなかった。
村井 克弥（声：高山勉）
階級は軽量（60kg以下）級。中学生の頃から柔道をやっている。日の出中学出身。入学時は初段で、同級生の中では内田に次ぐ実力者だった。1年次から軽量級のホープと称され、新人戦では120kgの西崎高校の沖を大内刈りでしとめた。だが、軽量級故に三五や秋山の台頭後は団体戦での出番がほとんどなくなった。それでも個人戦では活躍を続け、2年次のインターハイ県予選では2位という好成績を挙げ、3年次にはついに優勝しインターハイ出場を果たす。
秋山同様になかなかいいキャラをしており、五十嵐夫人や鷲尾のボケに鋭いツッコミを見せてくれる。

#### 柔道部（一学年先輩）
小柴 哲也（声：大塚芳忠）
170cm、68kg。階級は三五と同じ軽中量級。得意技は一本背負いであり、元オリンピック代表の古賀稔彦の一本背負いに似ていることから、本人は古賀投げと名付けている。
三五達をおいしい話で誘い、柔道部に入部させた張本人。やや小柄で一見口先だけのタイプに見えるが、非常に小回りが利き平尾からも「あいつの運動神経は抜群」と評されるなどなかなかの実力者である。引退時は三五達に「こんな汗臭い道場なんか二度と来るか」と語ったが、道場を出ると感極まって涙を流した。進学した様であるが柔道は続けてないもようで、彼女には元ラグビー部と嘘をついていた。また、ついに三五たちが全国優勝を果たし日本一となった時には、彼女からはどうせまた嘘ついてるんだろうと言われながらも、三五を柔道部へ(嘘をついて)誘ったことを思い出し感銘を受けていた。モデルは小林まことの元アシスタントのこしばてつや。
鷲尾 弘美（声：沢木郁也）
先代の主将。186cm、92kg（三年のインターハイ時は99kg）。階級は重量（95kg以上）級。登場時は窃盗で冤罪の人を間違って捕まえて大怪我を負わせ(自身も右手に怪我を負っていた)、停学になっていた。そのため、三五達への「セッキョー」には唯一参加出来なかった。斉藤主将のエールを主将指名と勝手に解釈し、主将に就任する。岬商で最も体格とパワーに恵まれており、強烈なファイトと負けん気の持ち主。だが、自信と自意識がやや過剰気味なのが玉に瑕で、他人がインパクトの強い勝ち方を決めるとそれを真似しようとして失敗することがしばしばあり、ここ一番の集中力にも欠けるためタイトルに恵まれず「無冠の帝王」と称される。それでも見せ場は数多くあり、2年次の春の高校選手権の県予選決勝では大将戦にて江南の石川に対し一本背負いの奇襲を見舞って、全国大会出場を決めている。3年次のインターハイ団体戦の耕談館浦安戦では大将として後が無い状況で、銚子を送り襟絞めで破って代表戦に持ち込んたが、その代表戦で西野に完敗を喫し、男泣きに暮れながら高校柔道を終えた。
所かまわず放屁する。
卒業後は警察官になり、最終話に登場。使い勝手が良いのか、後の小林まことの作品にもしばしば登場する。
平尾 勝（声：曽我部和恭）
178cm、75kg。階級は秋山と同じ中量（86kg以下）級。作中随一のまともな人物で、無口で渋いよき先輩。鷲尾主将を支える副将的な役割を担い、チームの実質的なまとめ役となった。実力も鷲尾に次ぐ岬商のNo.2で、内股を中心に片羽絞めや十字固めなどの寝技も得意とし、小柴からは「テクニシャン」と評される。冷静で常に落ち着いた印象を持つ反面、緊張するとボーッとした表情になり、全国大会及び武道館出場をかけた江南との決勝戦では、自分と全く同じ形で技を返されて危うく試合に敗れかけた鷲尾に対し、他の部員共々泣きながら野次を飛ばすなど随所でギャグシーンも見せた。3年時には個人でもインターハイ出場を果たし、耕談館の管原など強豪相手に奮戦するも予選敗退に終わり、高校柔道を終えた。卒業後は自動車販売店の営業となった。
河（声：田中和実）
階級は軽量（60kg以下）級。三五達への「セッキョー」の際には先輩勢の中で最も張り切っていたが、実力面では先輩勢の中でも最も弱く、新人戦の個人戦ではわずか3秒で一本負けしてしまった。作中において一切触れられることは無かったが、かなりの老け顔である。
青柳
練習の際に三五の背負い投げで初めて投げられた人物。その直後に出場した県民大会では、団体戦のレギュラーの座を三五に奪われる。それでも、斉藤が樋口に敗れた際にいち早く樋口の情報を仕入れてくるなど、ストーリーの流れを作るのに欠かせない人物。卒業後は進学する意思を示していた。

#### 柔道部（二学年先輩）
斉藤（声：石丸博也）
先々代の主将。高校生離れした実力の持ち主だが、最後の試合となったインターハイ地区予選ではデビュー戦の樋口に大将戦で優勢負けを喫し、県大会出場も叶わずに終わる。老け顔。
田中
平尾と同様特定されてはいないが、正座の位置からして副将格。背負投げを得意とする実力者だが、無口なのか台詞はゼロ。
岩瀬（声：長島雄一）
レギュラー。得意技は長身を活かした大外刈りで、江南との決勝戦でも開始早々に一本勝ちするほどの実力者。ニヒルな感じで、しばしセッキョーをほのめかしては小柴をびびらせる。
水谷、永井
レギュラー。

#### 柔道部（一学年後輩）
身長・体重は全て入学時の言及。
田丸 春彦
181cm、78kg（入学時は初段）。階級は中量（86kg以下）級。得意技は内股だが、多彩な攻めを見せる。三五への強烈な憧れを抱いて入部しており、三五の背中を追うように急成長を遂げた。三五体制となった後の県民大会で対外試合デビューを果たし、初戦で下山田農と対戦した際に内股を決めてデビュー戦を一本勝ちで飾る。その直後の、新人戦（かつ春の高校選手権の県予選）では、初戦の葦原高校戦の5人に対し警戒された内股は通用しなかったが、逆に全て内股以外の異なる技で5人連続の一本勝ちで勝利を収める。2年次には県下トップの選手となっており、個人でもインターハイ出場を果たした。金鷲旗でも、決勝で先鋒の柏、次鋒の成田を相手に一本勝ちを収める活躍を見せ、次代の高校柔道を背負う男との評価ももらった。江南の飛崎健二とライバル関係を築く。
三五の後の主将であり、彼等の学年は33人入部してセッキョー後にはこの5人しか残らなかったが、後に岬商柔道部史上最強のチームを作ることになる。
集中力に欠ける面もあり、金鷲旗では試合中にも関わらず、5人抜きした選手に贈られる敢闘賞の事ばかり考えていたため技がバラバラになり、5人抜きに失敗している。
ガッツポーズの形がおかしい。実家は肉屋。
星 学
183cm、83kg（入学時は初段）。得意技は巨体とパワーを活かした豪快な投げ技で、性格、ファイトスタイル共に鷲尾に似ている部分が見受けられる。少々技が強引過ぎる所があり作中でも指摘される他、新人戦にて他の選手がしっかり長所を紹介されてるなか唯一「背負い投げがへたくそ」と紹介された。対外試合デビュー戦となった三五体制移行直後の県民大会では、初戦の下山田農の選手に対して失敗した背負いから強引に掬い投げを決めて一本勝ちを収めている。その直後の新人戦では、誰もが戦うのを嫌がった江南の巨漢・花形を引き分けに仕留め(当の本人は花形に勝つ気でいたため、最後まで攻めの手を緩めなかった)、チームの勝利に貢献した。その後も団体戦のレギュラーとして活躍する。
実家は花屋。
関根 満
178cm、85kg。寝技が得意で、三五をも手こずらせる(三五曰く寝技で彼に勝てる者は部内にいないとのこと)。その寝技が評価され、自身が1年の時の高校選手権の後、西野に怪我を負わされ事実上引退した秋山の代役として団体戦のレギュラーに選ばれ、全国大会でも奮戦した。特に、金鷲旗決勝の耕談館浦安戦では、負ければ浦安に一歩リードされるというところで浦安の中堅、銚子を締め落として再びリードを奪う活躍を見せた。
レギュラー抜擢前は、大会会場でなぜか隣の席に三五の彼女・原田ひろみがいることが多く、関根自身は彼女の無自覚な色気に翻弄されてしまっていた。
伏見 守
175cm、65kg。得意技は巴投げ。県民大会でデビュー戦を果たすものの、激しく緊張しており開始早々何もしないまま勝手に転倒してしまった。それでも実力は買われており、その後は見事に巴投げで一本勝ちを収めている。監督にも巴投げを評価されているが、県民大会の後は三五が引退するまで試合に出場することはなかった。
ガッツポーズが派手。
山田 一也
163cm、58kg。同期の中で一番存在感がなく、試合に出ることは一度もなかったが、岡と同様に他校の情報収集能力に長けている。

#### 柔道部（その他）
小林・楠・服部・下坂・田中
三五の2学年後輩。後に、岬商柔道部史上最低のチームを作る張本人達。その原因は名古屋の手抜きを勧める指導に全員「なるほど〜」と感心してしまったことにある。
五十嵐 寛太（声：増岡弘）
岬商の柔道部監督。O・U大学卒。六段所有。
現役時代はオリンピック代表候補の本命だった。腕立てや腹筋などの基本的な運動は大の苦手である上に、根性にも欠け厳しい練習に耐えられなかったが、柔道のセンスは折り紙つきで、人の半分の練習で倍以上の成果が出るほどの天才であり、ほとんど全ての技を極めた。当時の体重は72kgだったが、90kgあった後の江南の監督である山崎を全く相手にしなかった。オリンピック出場は目前だったが、大事な試合を宿命のライバル・史村に敗れて落とし、オリンピック出場は叶わなかった（史村とは作中でも2度対戦しているが、共に同じ流れで敗北している）。
指導者としては決して情熱や才能があるほうではなく、関係者の間でもどんな強い選手も弱くするという悪い評判があった。自らが天才ゆえに自分以外の人間が強くなる方法がわからず、部員たちが天才であったらいいなと本気で考えているところに問題があり、のんびり屋で人の尻を叩くのが嫌いな面も災いしていた。だが、生徒たちが合同合宿で江南と下山田農の選手達たちにこてんぱんにされ、強くなりたいと訴えると、ようやく重い腰をあげ、自ら乱取りに加わって技を伝授するようになったり、「俺って天才だ〜」や「俺ってストロングだぜ～」に代表される独自の自己暗示を生徒に伝授するようになったりして、三五達を急成長させた。それでも他力本願主義は変わらず、岬商がピンチに陥るとしばしば神様に祈ったり愛車「マドンナ」に救いを求めたりしていたが、何故かそれらは功を奏することが多かった。現役引退後100kgを超えた体重も、三五たちへの指導によって体が絞られ、物語中盤以降は引き締まった体形に変化している。それに合わせてファッションにも変化が現れ、色付き眼鏡を着用するようになる。
常に自動車関連の雑誌を手放さない車好きで、愛車はダイハツ・ミラで名前は「マドンナ」。だが、100kgを超えた体格には軽自動車は似合わないと買い替えを熱望していたが、あまりに長く乗っていたあまりマドンナが感情を持ってしまい、またこの車に買い替えない事を公約して柔道部の勝利を祈願し達成出来たので、そのまま乗用する事になった。口癖は「どおしたぁ〜」「む」。
作者・小林まことの高校柔道部時代の監督がモデル。

#### 三五の同級生
平家 ゆり
眼鏡がトレードマークの非常におとなしく真面目な女の子。物語の序盤より三五に恋心を抱くと同時に、三五の無限大の可能性も感じ取り、三五に彼女がいると知り、また周りが柔道部をさげすむ中でもなお、三五を応援しつづける。だが、秋山に惚れられていたこともあり、1年次の高校選手権県予選を機に秋山との仲を急速に深める。2年次のインターハイ予選の会場で原田に初めて会うが、派手な格好をした原田を見て、三五が派手な女好きと勘違いして三五を見損なってしまう。また、原田の能天気な奔放さを見て秋山に「あの女が三五君をだめにする」と漏らす一幕もある。だが、両者はやがて互いに親しくなり、共に三五と岬商柔道部を応援するようになる。
鷲尾の放屁と五十嵐先生の局部露出により2度失神させられている。
愛川（声：桜井敏治）
中学校時代に県大会の重量級で優勝している有段者。ただ、三五が高校で2戦2勝する樋口との中学時代の対戦成績は2戦2敗。また、柔道は好きでやっていたわけではなく、むしろ柔道は時代遅れと考えており、高校で柔道を続ける気は全くなかった。
その実績から当然ながら五十嵐先生に目をつけられており、小柴たちがクラスに押しかけて勧誘するが、それを断りラグビー部に入部した。
甘い言葉に騙されて柔道部に入った三五に対して、体育の柔道で対戦することを持ちかけ、「柔道部の君が、ラグビー部の俺に負けたら立場が無いだろうな」と挑戦的な台詞を残すが、結果的にこの台詞が、セッキョーに憤りを感じていた三五が柔道を続ける決意となった。
翌年春の高校選手権直後に、体育の授業にて乱取りで対戦する機会が訪れ、岡には勝ったが、三五には背負いで投げられてしまった。結局ラグビー部ではレギュラーになれず、スコア係に収まる。
森田（声：菊池正美）
三五に誘われて柔道部に入るが、セッキョーの翌日に退部した。

#### 教職員
山野校長
岬商業校長。学生時代は柔道を経験しており、三五及び柔道部を暖かく見守っている。
常に柔道部が大会時には応援に駆け付け、春の選手権で西野に敗れたショックから立ち直れないでいた三五を校長室に呼んで激励している。
生徒の母親からはモテモテであり、温厚な性格で柔道部の大会を平日に学校をさぼって応援に来た野球部員や平家達も笑って許したりもしているが、五十嵐が車を買い替えないと決めた代わりにマドンナを派手な装飾にして通勤した際には五十嵐を叱責している。

### 岬高校
原田 ひろみ（声：鷹森淑乃）
三五の彼女。三五とは小学校時代からの同級生。中学の卒業間際に三五に告白され恋仲になるが、三五とは別の高校に進学する。1年時では三五が柔道に熱中していたために一度離れるが、2年進級と同時によりを戻し、柔道に取り組む三五を積極的に応援するようになる。
派手好きかつ遊び好きであり、三五という彼氏がいるにもかかわらず他の男と平気でデートをしたり遊んだりすることもあった。また、もともとかなり美人だったが、高校生になって美貌にますます磨きがかかり、道ですれ違った老人を失神させるほどであった。
3年のとき、三五が金鷲旗に出場するために家を出る前日に、車の免許を取得したが、運転技術も知識も心構えも著しく欠損しており、衝突事故、信号無視、整備不良などの違反を繰り返す有様だった。

### 江南高校
同じ県の最強の高校。物語序盤における岬商および三五にとっての最大の壁。
樋口 久
三五と同い年であり、物語前半のライバル。階級は三五と同じ軽中量級。得意技は袖釣り込み腰。
プロ野球東京マイケルズの4番、樋口一正の従弟という血統書付きの素質を持つ。5歳のときから柔道をやっていて、中学時に全国ベスト8に輝く。そして江南進学後すぐのインターハイで、1年生ながら優勝。だが、新人戦の個人戦決勝では、合同合宿の試合では全く相手にしなかった三五に対し、よもやの敗戦を喫してしまう。
三五に敗れたことで気は引き締まったが、勢い任せの三五の実力は自分や木場工業の飛崎守に敵うものではないと見なしていた。だが、練習中に大脇に右肘を怪我させられ、高校選手権の県予選では補欠となり、その際目の前で片手の背負いで飛崎を投げる三五の姿を見せつけられたことで、三五への強烈なライバル心を抱く。しかし、春休みに特別参加した耕談館付属及び耕談館浦安との合同合宿で、西野との練習中に今度は背骨をずらす大怪我を負い、医師から一生柔道はできないと診断される。それでも三五と決着を付けるために最後の気力を振り絞って2年次のインターハイ予選の団体戦に出場して勝ち上がり、決勝では先鋒として三五と死闘を演じ、最後は片襟背負いに屈した。
引退後は岬商の試合をたびたび見学に訪れたり、飛崎守と共に岬商を訪れて三五をはじめとする部員に稽古をつけ、三五に袖釣り込み腰を伝授する。
大脇
三五と同学年で、桜木の後の江南の主将。190cm、120kg（推定）。階級は重量級。
高校選手権県予選の2ヶ月前に母親に連れられて入部。気は小さいが、体格に恵まれている上に、力が非常に強い。2ヶ月間払い腰の練習しかしていなかったが、県予選の直前の練習中に樋口に怪我を負わせてしまい、その責任を取って団体戦に急遽出場した。ところが1回戦では力任せの払い腰だけで5人抜きを達成。決勝戦でも三五や小柴に勝つなどの活躍を見せる。しかし、払い腰の練習ばかりしているので寝技ができないと見抜かれて、内田に肩固めで敗れる。
2年生になってからは気の小ささが解消され、寝技などもできるようになって急成長。インターハイ県予選の個人戦では決勝で下山田農業の清水を破って県代表に選ばれた。その後も重量級の県下トップを張り続け、3年次にも個人でインターハイ出場を果たした。また、三五を一度倒したことからその後も団体戦では三五と当てられ続けたが、三五に二度と勝つことはなかった。
桜木
三五の1学年上。山岡の後の江南の主将。体重140kg（表向きには130kg）という巨体を誇る（作中では花形に次ぐ重量）。三五が一年の時の新人戦団体の部決勝では平尾を上四方固めで破る。その後の高校選手権県予選で当時68kgの三五を潰すためにぶつけられたが、背負い投げを喰らい一本負けを喫する。個人戦にも重量級で出場しているが試合のシーンはなく、下農の清水に敗北したらしい。
先述の耕談館付属/耕談館浦安との合同合宿に樋口と共に参加したが、三五と同階級の西野に歯が立たなかったらしく「柔道をやるのが嫌になる」と語っていたとのこと。
石川 弘
三五の1学年上。物語前半の江南のエース。階級は三五と同じ軽中量級。得意技は諸手背負いと返し技。まじめな性格で実力は県下トップクラスだが、樋口・三五・飛崎守といった超高校級選手には及ばず、個人での全国大会出場は果たせなかった。1年の時の新人戦では中量級個人で飛崎守に次ぐ2位の成績を収めている。三五の公式戦デビューの相手であり、新人戦個人戦の初戦で顔を合わせ序盤は圧倒的に優位に試合を進めたが、終了間際に背負いで一本負けを喫した。高校選手権県予選の決勝では大将として、森田を締め落とした副将平尾を破り大将戦に持ち込むが、鷲尾には一本背負いの奇襲で敗れ、全国大会出場を許してしまった。最後の大会となったインターハイ県予選では、団体戦の決勝で岬商とあたった時には次鋒小柴相手に痛恨の引き分け。個人戦でも準決勝で飛崎守に破れ、高校柔道を引退した。
樋口のよき理解者であり、新人戦前は彼に激励の言葉をかけ、インターハイ県予選の三五対樋口では怪我に苦しみながらも有効を先取した樋口を見守りながら「このまま早く終わってくれ！」と願うなど後輩想い。
福島
三五の1学年上。次鋒、中堅として活躍。見るからに気が強そうな顔をしている。三五が1年のときの新人戦団体の部決勝では内田を釣込腰で破るも、次の全国高校選手権県予選では大脇に勝った内田と引き分ける。3年時は大脇の台頭のためレギュラーから外れる。
森田
三五の1学年上、主に中堅、副将として活躍。重量級。三五が一年の時の新人戦団体の部決勝では小柴を締め落としたが、次の全国高校選手権県予選では平尾の片羽締めに敗れる。
柏崎 弘
三五の1学年上。軽量級。団体戦での出場は無いものの、個人では新人戦軽量級で優勝、3年時のインターハイ県予選決勝戦では、村井を僅差で破り県代表に選ばれるなどの活躍を見せる。
花形
三五の1学年下。体重が170kgもあり物語中最も重い。岬商に押され始めて後がなくなった山崎先生の放った「最終兵器」。新人戦の初戦では紅花大五高校を相手に、合計1分足らずで5人抜きを達成した。だが決勝では体重わずか80kgの星に引き分けられてしまい、チームにとって大きな誤算となった。レギュラーであったが、2年夏のインターハイ予選の前に大相撲の不老部屋にスカウトされ、退学して相撲の道に進む。ちなみに三五が黒帯を取得して買いに行った先のお店で、偶然ながら同じく黒帯を買い求める中学生時代の花形と一度会っている。
飛崎 健二
三五の1学年下。木場工・飛崎守の弟。兄と外見は似ておらず、性格もややクールな兄と反し激しい気性を前面に出すなどかなりの差異がある。物語後半の江南のエース。階級は軽重量（95kg以下）級。山崎先生が「樋口以来の天才」と認めるほどの逸材。運動能力とセンスが高く、相手を揺さぶってからの足技を得意とする。「打倒岬商」と全国大会出場という目的を果たすために、兄と同じ木場工ではなく強豪の江南に進学した。新人戦の決勝で当たったときは後2人しか居ない状況で田丸・秋山・内田を抜き返し、一時江南が逆転するほどの活躍を見せた。ただし、結局は三五に背負いで投げられ、チームも負けてしまって武道館に出られず、「岬商業に入学しておけばよかった」と後悔するシーンも見られる。2年次には個人でインターハイ出場。
同じ学年の田丸とライバル関係を築く。1年次の新人戦における初対戦の際は田丸に勝ったが、2年次のインターハイ県予選団体戦決勝で、先鋒同士で戦った際には引き分けてしまった。江南はこれが痛手となって団体でのインターハイ出場を逃した。兄が三五に稽古をつけるために岬商を訪れた際に、田丸をはじめとする1年生までをも指導して強化してしまった事を批難している。
山岡
三五の2学年上の主将。斉藤と並ぶ実力者。
山崎
江南高校柔道部監督で、五十嵐の後輩。昔かたぎの精神論者で、生徒には激しい練習を課し、練習中に笑うことや水を飲むことさえ許さない。現役時代は90kgあったが、72kgの五十嵐に一度も勝てなかったため、対岬商業との試合は異常なまでに勝ちにこだわる。怒るとすぐに手が出るほか、脅し文句に強化合宿をちらつかせることもある。口癖は「よーし!」。
物語中盤から終盤にかけて、岬商の急成長と樋口や花形と言った有力選手の引退・流出の時期が重なり、県内二番手の座に甘んじ始めたのが原因なのか、周りに対し怒鳴り散らすことが増えた。三五世代最後のインターハイ県予選決勝で岬商に敗れた際には、ついに怒りの余り意識を失い倒れてしまった。
樋口が背骨に大怪我を追った際は、「この俺でも柔道を続けろとは言えん」と嘆いていた。

### 下山田農業高校
近隣の強豪校。三五が1年のときの夏休みに行われた合同合宿では練習量や力の差をまざまざと見せ付けた。しかし、夏休み後の県民大会（団体戦）で対戦すると、対外試合デビュー戦となった三五が勝つなど、4-1で岬商業が圧勝してしまう。これによって下山田農業は岬商の快進撃の第一歩としてストーリー上に名を残す対戦相手となった。
清水
三五の1学年上で主将。階級は重量級。身長195cmの通称「下農の怪物」。長身を活かした大外刈りや内股を得意とする。2年次にはインターハイの県代表に選ばれたが、3年次のインターハイ県予選では個人戦の決勝で新鋭の大脇に敗れた。同じ階級の鷲尾とは、2年次の県民大会、新人戦の個人戦そして3年次のインターハイ県予選の個人戦にて対戦を重ねたが、全て一本勝ちを収めている。
卒業後は市内の銀行に就職が決まり、「これで銀行強盗が来ない」と喜ばれたという。しかし三五が彼女（原田）と一緒に歩いているところを見ると、ショックを受けて泣きながら走り去ってしまった。
岡部 高典
三五と同じ階級の選手で県ベスト8の実績を持つ実力者。にきび面。合同合宿後の最初の試合となる県民大会では次鋒で出場するが、平尾に一本負けを喫する。その後の新人戦の個人戦の2回戦で三五とあたり、序盤は岡部が優勢に試合を進めるが、最後は三五の背負いで一本を取られ敗戦。
河村
三五の1学年上。階級は重量級。清水のライバルと目されており、合同合宿後の県民大会では先鋒として対戦した小柴が「合宿の時あんまり強いんで3年かと思ったら2年だったのか」と驚き、鷲尾ら他の選手たちも「10秒もつかどうか」と内心思ってたほどの実力者。だがその試合では小柴に技が通じず、さらには有効、技あり、一本を立て続けに取られるサイクル柔道で敗れ、合宿後の岬商の急成長が明らかになる第一歩の試合ともなった。
寺沢 直也
三五と同じ階級の1学年上の選手。中堅で出場し、合同合宿後の県民大会では内田に一本負けを喫する。その後も新人戦の団体戦では江南の森田に一本負け、個人戦でも準決勝で樋口に一本負けを喫する。
西川
三五の1学年上。合同合宿後の県民大会の団体戦で三五と戦った、三五の対外試合デビューの相手。目つきが悪く気が強い。開始早々三五を奥襟を取りにいくように見せかけて右の拳で殴りつけて威嚇すも、その直後に同じ方法で同じく気の強い三五に殴り返されて逆上してしまい、動きが隙だらけになった所を最後は背負い投げを喰らって一本負けを喫した。よって、三五が対外試合で初めて勝利を収めた相手でもある。
沢井
下山田農業高校柔道部監督。山崎先生と同様に指導は厳しいが、柔道の実力は五十嵐先生より劣る。五厘の坊主頭。選手を叱責するときは「バカモノ!」が口癖。現福島県立田村高等学校の柔道部監督の下山田先生がモデル。

### 耕談館大学付属高校
東京都にある部員170人を抱える強豪高校。東京には他にも池谷学園という強豪校が存在する。ネーミングは講談社と東京学館から。
千代崎 謙二
三五と同世代で、物語中盤のライバル。主将。階級は三五と同じ軽中量級。全国トップレベルの実力の上に端正なマスク、礼儀正しい態度で周りの評判がいい。得意技は左右どちらからでも繰り出せる内股。
一年生の時にインターハイで樋口の試合を見て「俺の時代は一生来ないかと思った。」と思うほどの衝撃を受けていた。「三五と初めて当たったのは2年次のインターハイ個人戦準決勝であり、この時は開始早々に内股で技ありをとったのがそのまま決勝点となり、勝利を収めているが、終了間際に三五に背負いで投げられてしまい、もし時間内なら技ありをとられていたかもしれないという、薄氷の勝利であった。春の高校選手権の準決勝で再び対戦し、激しい技の攻防で観客を沸かせたが、最後は三五の片手の背負いを前に敗れた。3年次のインターハイ団体戦の決勝で三度戦ったが、ここでも三五には及ばなかった。
2年次の高校選手権の会場で、暴力事件を引き起こすなど傍若無人の言動をとっていた西野をたしなめるが、西野から居直られた。それ以来打倒西野を目標に努力を重ねるが、それもむなしく、金鷲旗では準決勝で対戦した西野に一本負けを喫した。
管原
三五の1学年先輩であり、前主将。階級は平尾と同じ中量級。「怖い」と評される目つきが特徴。実力は超高校級で国際試合に出場するほど。3年のインターハイ個人で全国優勝を果たした。
本間
三五の1学年後輩。その実力は折り紙つきで、1年次から先鋒を務めポイントゲッターとして存分の働きを見せる。自身が1年の時の高校選手権準決勝の先鋒戦で秋山と対戦し、一時は関節技で追い込むが、不意を突いた小外掛けで一本負けを喫した。自身が2年の時の金鷲旗では一回戦から三回戦まで計13人抜きを果たした。金鷲旗の会場内では、O･U大に進学すると噂されていた三五に対し、千代崎や木山らと共に進学を思い止まらせようとする場面もあった。
長谷川
柔道部監督。史村六段の後輩。五十嵐を尊敬している。寡黙でほとんど喋らない。ただ、近年は同じ東京にある強豪・池谷学園に苦戦を強いられていることもあってか人材獲得には熱心で、史村を通じて三五の実家の寿司屋にまでやってきて三五をスカウトしようとするが、実現しなかった。同様に樋口を引っ張ろうとして自分の学校と耕談館浦安との合同合宿に参加させたが、その時に樋口が柔道人生における致命傷を負ってしまったので、樋口を参加させたことを深く悔いている。

### 耕談館大学付属浦安高校
千葉県の強豪校。西野以外のレギュラーメンバーの苗字は千葉の地名をそのまま使用している。
西野 新二
三五と同い年であり、物語終盤のライバル。161cm、71kg。階級は三五と同じ軽中量級。
高校生にしてすでに国際級の実力を備えた劇中最強の人物の一人。樋口と三五に一度ずつ敗れた以外は無敗の戦績を誇る。小さい頃は虚弱体質で、母子家庭で育った。幼い頃から激しいいじめに遭って登校拒否になり、中学1年生の時には自殺未遂を図っている。そんな息子に強く生きて欲しいと願う母親の勧めから中学2年で柔道を始める。それ以来尋常でないほどの努力を重ねた結果、重量級並みのパワーと軽量級並みのスピードの双方を身につけ、一気に全国レベルにのし上がった。その柔道スタイルは、圧倒的なスピードで相手に柔道を取らせないまま、肩車、掬い投げ、裏投げ、大外刈りなどパワーを生かした豪快な技を決めるというもの。国際親善試合において世界選手権2位の選手を倒してしまうなど、その強さは計り知れない。岬商と初めて顔を合わせたのは2年次のインターハイ団体戦であるが、次鋒戦では小柴を寄せ付けず、代表戦でも重量級の鷲尾を相手に移り腰で圧勝し、この際あまりの腕力の強さにより丈夫な柔道着を引き裂いている。その時は鈴木監督のアドバイスに耳を傾けるなど謙虚な性格だったが、このインターハイの個人戦で優勝したのを機に自分の実力・才能を過信して暴君的な性格となった。インターハイ直後にかつて自分をイジメた連中を半殺しの目に遭わせる事件を引き起こし、それを鈴木先生に救ってもらったことでさらに図に乗り、部内でも好き勝手に振るまって多くの部員を退部に追い込んでしまった。そのため周りの評判は良くない。ただし、マスコミ等に対しては謙虚な態度を取っている。また、かつて激しくいじめられたことがきっかけで柔道を始めたという経緯があるため、両親の離婚のことなど過去のことに非常に拘っており、周りは自分の見た地獄など分かるはずがないと思い込んでいる節がある。
2年次の高校選手権決勝で三五と初めて対戦し、三五の完全な組み手から放たれた背負いを裏投げに返して一本勝ちを収めた。
高校柔道終了後は体重を落として軽量級(65kg以下級)に鞍替えし、更にスピードが上がったと語っている。『1・2の三四郎 2』にて全日本強化選手として三五と共に登場している。三五とは親しくなったようで、ともに三四郎vs赤城の試合を武道館に観戦にきていた。
銚子 豊
三五と同い年であり、階級は重量級。3年次には千葉のインターハイ個人戦代表にもなっている浦安のナンバー2。2年の時のインターハイでは鷲尾に絞め落とされ、一昨年死んだ祖父に会い、3年の時の金鷲旗では関根に絞め落とされ、先月死んだ猫に会った。
柏 力也
三五と同い年。受けが強く、2年の時のインターハイでは平尾に引き分けるが、3年の時の金鷲旗では田丸に一本負けを喫する。
市川
三五の1学年先輩。三五が2年の時のインターハイでは先鋒として三五と戦うが、三五の釣り手背負いで一本負けを喫する。
東金
三五の1学年先輩で主将。三五が2年の時のインターハイでは中堅として内田と戦い、合わせ技で一本勝ちを収める。
成田 吉男
三五の1学年後輩。2年次の金鷲旗では田丸に一本負けを喫する。
松戸 昌彦
三五の1学年後輩。東京足立区の中学から実力を買われスカウトされた強豪。西野のしごきを恐れている。2年次の金鷲旗では関根を内股で破るが、内田と引き分ける。
鈴木 良明
柔道部監督。
当初は西野の素質と努力を高く評価し、他の部員にも西野を見習うように勧めるほどであった。また、西野が暴力事件を起こした際にも、西野の過去を慮り、八方手を尽くして警察沙汰にしなかった。だがその結果、西野はさらに図に乗ってしまい、他の先生から非難されるまでになった。そのために、神経をすり減らして胃を壊してしまい、ついに3年夏のインターハイを前に胃潰瘍で入院してしまった。
作中における西野の唯一ともいえる理解者。西野も「俺をバカヤロウと叱ってくれるのも、認めてくれたのもあんただけだ」と述べている。柔道を始めてからの挫折を知らない西野に成長の為の敗北を願っていた。

### その他の高校の柔道選手
飛崎 守
木場工業高柔道部員で三五の1学年上。階級は軽中量級。強烈な内股が武器でその切れ味はカミソリにたとえられている。自身が1年の時には新人戦で優勝するほどの実力者だが、学校自体が強豪でないこともあり全国大会には一度も出場できなかった。三五とは2年の時の新人戦個人戦の準決勝であたるはずだったが、準々決勝で左脚を負傷してしまったために、不戦敗となってしまう。その後の春の高校選手権の県予選にて念願の初対戦を果たし、技ありをとって三五を苦しめるが、終了間際に三五の片手背負いに屈した。3年次のインターハイ県予選の決勝で再び顔を合わせ熱戦を展開するが、内股すかしで一本負けを喫した。その直前の団体戦決勝の際には、対戦中に手負いの樋口と戦うことにためらいを見せる三五に対し、樋口に引導を渡してやる様に激励している。引退後は樋口とともに、三五のもとを訪れて度々特訓を課すだけでなく、岬商の全国大会での戦いを欠かさず観戦している。
宮沢
木場工業高柔道部員で三五の1学年上。三五の柔道人生における初黒星の相手。三五が1年の時の春の高校選手権県予選で対戦し、飛崎と試合をした直後で気が抜けていた三五の隙をついて、諸手刈りで一本勝ちを収めた。だが元来の実力は高くなく、その後小柴に一本負けを喫している。
赤木
富山の強豪校・大杉高校（モデルは富山県立小杉高等学校）の主将。三五の1学年上で階級は中量級。耕談館付属高校・管原のライバルと目される超高校級の選手。インターハイ団体戦の予選リーグで岬商と当たり、先鋒として三五と戦うが、内股を仕掛けてくると読んだ三五の乾坤一擲の予想が当たって背負いを喰らい、わずか22秒で一本負けを喫した。
木山 道明
鹿屋南高校の柔道部員で三五と同学年。階級は三五と同じ軽中量級。外見、話し言葉ともに典型的な鹿児島人。2年次のインターハイ個人戦の予選リーグで初めて顔を合わせた。その試合前には、三五相手にさも試合を諦めたかのように振る舞い、一緒に写った写真を撮ろうと呼びかけるありさま。さらに自分は袖釣り込みが得意と述べていたが、実は得意技は寝技で、本番では三五相手にまさかの勝利を収め、三五を予選リーグ敗退の危機に追い込んだ（実際には三五は予選リーグを突破した）。その後も「三五を倒した男」を自称し全国大会に頻繁に登場したが、成績は振るわなかった。
その後は同作者による後の作品「格闘探偵団」にゲスト出演しており、メガネを掛けた鹿児島弁を操る警官役や、ファミレスの店員役として同作の主人公、東三四郎と対面している。
モデルは『週刊ヤングマガジン』で『おっぱいジョッキー』を連載していた作者・小林まことの元アシスタントでもある木山道明。
田辺鉄也
池谷学園のポイントゲッター。組み合わせの妙なのか何故か三五や主要キャラクターとの対戦がない。柔道団体戦の抜き勝負での鉄則とされる一人抜いて次相手ときっかり引き分けるという描写やインターハイの個人戦を制しているなどかなりの実力者である。モデルははっきりしないが連載当時の世田谷学園高校の二枚看板、田辺勝選手と鉄谷竜三選手からとったものだと推測される。

### その他の柔道関係者
史村 春道
五十嵐先生の終生のライバルである柔道家。六段。現役時代は世界柔道選手権大会やオリンピックで金メダルに輝いた。現役引退後は耕談館大学柔道部監督を務めるかたわら、テレビ中継の解説の仕事もこなし、さらには大学柔道部の監督という職業柄から高校柔道の様子にも目を配っている。現役を退いてもなおファンからの人気は高い。だが、一方ではかなりの遊び好きで、毛じらみを妻にうつして離婚されかかったり、淋病をうつされて学生が寝技の相手を嫌がったりするなど散々である。解説の際は緊張すると茨城弁が丸出しになる。
五十嵐との縁から、早いうちから岬商、特に三五に目をかけており、その成長を大きな期待をこめて見守ってくれる存在である。
モデルは柔道家の上村春樹、名前は漫画原作者の史村翔から。
遠藤 忠
O・U大学柔道部監督で五十嵐先生の後輩。三五が2年の時の高校選手権の県予選の頃より三五の素質の高さに目をつけ、O・U大に入学させるべく何度も口説く。しかし三五がなかなか応じないので、金鷲旗の頃には三五のO・U大進学をさも既成事実のように触れ回っていた。五十嵐先生が何度も脱走を企てるほどひどかったと評し、その他にも世間に多くの悪い噂が流されているO・U大の悪いイメージを払拭すべく、O・U大がオープンな学校である旨を必死にアピールするが、耕談館の本間が彼を「鬼の遠藤」と呼ぶなど、その内実はあまり変わっていないようである。
斉藤仁がモデルで、雑誌『近代柔道』にて小林まことと斉藤仁が対談した際に、斉藤が本作に出たい旨の発言をし、小林が「五十嵐先生の後輩役で出てもらいましょうか」と受けたもの。また、小林まことの恩師・五十嵐は国士舘大学柔道部のOBである。

### その他
三五の母（声：一条みゆ希）
三五十五の母親。秋山曰く、美人だが心配性。当初は十五が柔道をすることに対して危険だからと反対していた。だが、十五が1年次の新人戦で樋口を破って優勝し新聞記事に載ったのを機に、柔道に取り組む十五を応援するようになる。
三五の父
三五十五の父親。寿司屋を営んでいるが、その腕前は確かで食べに来た人を唸らせる。「十五」の名をふざけてつけた張本人。また、独特な眉毛の形状も見事に遺伝した上に、集中するとひょっとこ口になる癖も受け継がれている。十五が柔道をすることには特に口出しをしない。
西野の母
西野新二の母親。夫とは西野が幼少期に離婚しており、以降女手一つで西野を育てる。いじめを苦に自殺未遂にまで手を出した息子に心を痛め、強くあってほしいと中学2年時に柔道部に連れて行ったのが、西野が柔道を始めるきっかけとなる。母子仲は非常に良好で、高校柔道引退後の西野が一人暮らしで寂しいだろうからと、自身の郵便貯金から費用を捻出して温泉旅行に誘ったほどである。大変な泣き上戸で、事あるごとに息子を含めた周囲が困惑するほどの涙を流す癖がある。
五十嵐 さなえ
五十嵐監督の細君。勝気でしっかり者。洗濯や雑用の為に合宿にまで同行し、その後は妊娠するまで全国大会も含めて全試合観戦するなど、なかなかのバイタリティの持ち主。部の女将という存在であり、のんびり屋の五十嵐の尻叩き役。五十嵐の現役時のファンで、彼が絶対にオリンピックに出場すると思い手紙を頻繁に送り射止めたが、結婚後の五十嵐の怠惰さや物欲に対して後悔している。終盤で1女を儲けるが、妊娠に伴ってすっかり容姿が変わってしまった（体重が増えたことを説明するさなえに五十嵐監督は「それじゃお腹の子が20kgもあるのか」と内心ツッコんでいた）。
泉谷
雑誌『現代柔道』の編集者。柔道の取材では、史村と行動を共にすることも多い。史村と共に岬商および三五の成長を見守ってくれる存在。試合会場では、谷という名前のカメラマンの部下を連れている。
谷
泉谷の部下のカメラマン。柔道の取材の合間にのんきに弁当を食べているなど、マイペースな性格。「俺はプロだ」と自身の撮影技術には自信を持っているが、インターハイで三五が大杉の赤木相手に背負いを決めたシーンは撮り損なってしまい、泉谷を落胆させた。しかしその後もカメラマンとして三五たちの試合へ泉谷とともに駆け付けている。
山下泰呂比
三五が3年のときの金鷲旗大会決勝・岬商業高対耕談館浦安高戦を裁いた主審。モデルは山下泰裕。
木村彦政、岡野功助
同じく金鷲旗決勝戦を裁いた副審。それぞれ木村政彦と岡野功がモデル。

### 補足
この漫画には他の小林まこと作品と同様に著者の他の作品のキャラクター、もしくはそれに類似する人物がしばしば登場する。
- 例えば、インターハイ予選リーグで岬商業に負けた新宮山高校の生徒が泣いているシーンでは、『1・2の三四郎』に登場する参豪らしき人物が出ている。また、同大会の個人戦で桜五郎似の副審も登場する。[8]
- 名前だけだが、三五が1年のときの新人戦の組み合わせ表を見ると、同じく『1・2の三四郎』に出てくる「田中敬三」の名前がある。

また、小林まこと作品である『格闘探偵団』の中で主人公の東三四郎がO・U大学柔道部を訪れ、三五十五と対面する回がある。それによると、オリンピックの柔道日本代表として金メダル確実と言われ、日本選手団の団長にまで選ばれたにもかかわらず、一回戦でまったく無名の選手に負け非常につらい目にあったとのこと。次回のオリンピックでの雪辱に向けて特訓中であるが、できちゃった結婚をしたひろみとの間にはお腹の子も含めて4人の子供が出来ている（ひろみによればコンドームをつけてくれないので「百発百中」だとのこと）。また、『1・2の三四郎 2』にも、有名な強豪選手として西野と共に名前が挙げられている他、三四郎と赤城の大阪城決戦を三五と西野がならんで観戦に来ているシーンが描かれている。岬商柔道部の元部員が描かれたコマも随所で存在している。
上記の内容から、時系列では作者の執筆順通り本作の前に『1・2の三四郎』でその後に本作が入り大学時代の三五が登場する『1・2の三四郎 2』、『格闘探偵団』という流れになるのが妥当である。ただし、その後の『JJM 女子柔道部物語』では物語の時系列が本作と同時期 なのに大学時代のオリンピックで敗退後の『格闘探偵団』の辺りの三五（時系列では三五が大学生なのは『三四郎2』辺りの為）が登場したり、三四郎が『三四郎2』開始より前のアメリカに渡る以前（『三四郎』最終回辺りの時系列）の新東京プロレス所属レスラーとして登場したりしている為矛盾点が多い。
『JJM 女子柔道部物語』には本作のパロディ漫画である『柔道衣物語』という漫画が登場していて、本作の本編の内容やコミックスの表紙が劇中劇としてほぼそのまま登場したりしているが、三五の顔だけは『1・2の三四郎』の参豪の顔に差し替えられている。（鷲尾、平尾、小柴、内田は差し替え無しでそのまま登場）
また、『ホワッツマイケル』にも三五十五と十五の両親が登場するエピソードが掲載されている。

## エピソード
- 古賀稔彦（当時大学2年）が出場した試合（1988年1月 正力国際学生柔道大会準決勝）の取材中に見せた「片手背負い（両手で組んでおらず、つり手だけの背負い）」を、三五が1年生の時の春の高校選手権予選・飛崎戦のシーンに取り入れている。これを読んでいた野村忠宏は、いつか試合でやってやろうと練習しており、1996年アトランタ五輪3回戦でニコライ・オジェギンに有効を2つとられ残り15秒のところでこの技を掛け逆転勝ちした。野村は「オジェギン戦がなければ、たぶん自分の（五輪）三連覇もなかったと思うし、大逆転に導いてくれたのが片襟の背負いだったんですよね」と語っている[1]。
- 『柔道一直線』や『柔道讃歌』等とは違い、極めて現実的な作品である。有名な幻の技と言われる山嵐も登場しない（山嵐についてはリンクを参照のこと）。
- 部活動の汗臭さを前面に出し、練習の描写がかなり大きい。
- 新入部員歓迎の行事「セッキョー」など柔道部生活独特の空気感を、柔道への愛情を込めてそのまま描いたのも経験者たちの共感を呼び、成功につながった。「セッキョー」は、作者が在籍していた新潟県立新潟商業高等学校柔道部で実際に行われていた。また、岬商野球部の1年生が裸でグラウンドで踊る「アメフレ」も、新潟商業野球部で昭和末期頃まで「雨乞いの儀式」として実際に行われていた。
- 岬商柔道部では新2年生たちの髪が伸びたことを祝って、新3年生が新2年生の頭を好きな物で叩く「おはつ」という儀式があるが、これも過去に日本体育大学柔道部に代々伝わる伝統行事であった（現在は行われていない）。『七帝柔道記』には北海道大学柔道部のパンツ1枚になっての数時間に及ぶ新入生の「セッキョー」が生々しく描かれている。
- 作者の欠点でもある遅筆の影響で、連載当時は休載が多かった。
- 作者の小林が新潟県出身のためか、作品の舞台は「新賀田県」ということになっている（１巻のみ「二井形県」）[12] 。三五が小柴に街中で「サッ」と挨拶をする場所はJR新潟駅の万代口の雰囲気がある。作中に描かれる岬商の校舎は新潟商業高校と瓜二つである。「古町ぶらついて帰るか」というセリフも出てくる。夏合宿で出てきた電車は、現在廃止された新潟交通電鉄。下山田農業高校のモデルは新潟市立（当時は黒埼町立）山田小学校。